# FIFA 14
《FIFA 14》는 일렉트로닉 아츠에서 발매한 FIFA 시리즈의 21번째 게임이며 FIFA 시리즈 20주년 기념작이다. 시리즈 최초로 윈도우 8을 공식 지원하며, 윈도우 8의 메트로와 엑스박스 360의 대시보드를 차용하여 인터페이스를 개선하였다. 2013년 말에 플레이스테이션 4와 엑스박스 원이 발매됨에 따라 두 기종으로 발매되는 FIFA 14는 이그나이트 엔진으로 개발하여 다른 기종으로 발매되는 제품과 차이를 두었으며, 유럽에서는 엑스박스 원을 예약구매할 경우 FIFA 14를 무료로 내려받을 수 있는 코드를 제공하였다.. 13개 언어로 현지화하여 발매했으며, Wii U로는 발매되지 않았다.

## 체험판
2013년 9월 10일 FIFA 14의 체험판이 오리진(PC), 엑스박스 라이브(Xbox 360), 플레이스테이션 네트워크(PS3)를 통하여 공개되었다. 바르셀로나, AC 밀란, 보루시아 도르트문트, 맨체스터 시티, 토트넘 홋스퍼, 파리 생제르맹, 보카 주니어스, 뉴욕 레드불스까지 모두 8개 팀을 고를 수 있다. 선택할 수 있는 경기장은 캄프 누가 유일하다.

## 게임 특성
- 퓨어 슛: 질주속도와 접근각도 조절을 통해 가장 좋은 위치를 찾아내며, 신체 균형을 잃은 상태에서도 슛을 할 수 있다. 또한 공의 물리법칙을 개선하여 슈팅시 사실적인 궤적을 그리며 날아가게 하였다.
- 동료 선수의 인공지능 강화: 이용자가 직접 조종하지 않는 동료 선수들의 인공지능 강화로 공격할 때는 공을 가지지 않은 선수의 공간침투가 활발해지고, 수비할 때는 가장 위협적인 상대 선수를 판단하고 협력수비나 대인방어를 더 철저히 하게 되었다.
- 스킬 게임: 이전보다 한층 더 다양한 미니게임이 추가된 연습경기를 즐길 수 있다.

### 플레이스테이션 4·엑스박스 원
차세대 콘솔 게임 개발을 위해 만들어진 이그나이트 엔진이 적용되어 잔디, 유니폼, 머리카락 표현이나 선수들의 움직임을 보다 사실적으로 표현할 수 있다. 프로 직관(Pro Instincts) 기능을 적용하여 인공지능으로 조종되는 선수들이 더욱 지능적으로 움직면서 다양한 동작을 취하도록 하였다. 경기를 시작하기 전에 경기장 외부와 내부를 실제 방송 중계처럼 보여주며, 관중 표현과 동작이 크게 사실적으로 향상되었다. 경기장 내부에 볼보이가 나타나며, 다양한 경기 장면 연출이 추가되었다. 관중들이 팀을 응원하는 카드섹션을 벌이기도 한다.

### PC·플레이스테이션 3·엑스박스 360
플레이스테이션 4·엑스박스 원과 달리 이그나이트 엔진을 적용하지 않고 기존의 플레이어 임팩트 엔진을 바탕으로 제작하였다. EA 스포츠는 대부분의 개인용 컴퓨터가 이그나이트 엔진을 구동하기에는 저사양이며, 차세대 게임기 구조에 맞게 제작되었기 때문이라고 해명하였다. 그러나 일렉트로닉 아츠의 고사양 게임인 배틀필드 시리즈는 PC용으로도 계속 발매하기 때문에 새로 출시되는 게임기의 판매량 증가를 위해서 차이를 두었다고 보는 시각도 있다.

### 플레이스테이션 2·PSP·PS 비타·3DS
레거시 에디션(Legacy Edition)이라는 이름이 붙었다. 선수 명단만 갱신되었을 뿐 게임 자체는 FIFA 13과 전혀 다른 점이 없으며, 새로운 모드도 없다.

### 안드로이드·iOS
전 세계에 무료로 출시되었으며, 앱스토어·구글플레이·아마존에서 내려받을 수 있다. 기기 화면을 터치하여 선수를 조작하며, 팀 포지션을 자유롭게 변경할 수 있게 되었다. 게임 모드는 커리어 모드, 토너먼트 모드, 킥오프 모드가 있는 프리미엄 모드를 4.99 달러로 결제 후에 이용할 수 있다.

## 게임 모드

### 커리어 모드
감독 또는 선수로 플레이할 수 있다. 글로벌 스카우트 네트워크 기능이 도입되어 이용자가 관리하는 팀에 가장 필요한 선수를 특정 지역에 파견된 스카우터가 찾아서 보고한다. 스카우터는 최대 6명까지 고용 가능하고 경험과 판단력에 따라 별 1~5개로 능력이 구분되며, 선수의 포지션이나 연령, 특성, 잔여 계약기간을 설정하여 원하는 선수를 찾게 할 수 있다. 다른 팀 선수의 종합능력치를 바로 볼 수 없게 되었으므로 스카우터를 통해 알아보아야 하며, 선수를 검색할 때도 능력치에 따라 검색할 수 없게 되었다. 시즌 첫해에는 여름 이적기간에 벌이는 활동을 실행할지 않을지를 선택할 수 있고, 해설진은 지난 주 경기 결과나 선수 이적과 관련된 소문에 대해 언급한다.

### Co-Op 시즌 모드
FIFA 14에서부터 새로 추가된 모드이다. 온라인에서 친구와 함께 팀을 만들어 다른 상대와 2대 2로 경기할 수 있다.

### 얼티메이트 팀 모드
얼티메이트 팀의 경험치는 차세대 게임기로 이전할 수 있으며, 플레이스테이션 3과 플레이스테이션 4, 엑스박스 360과 엑스박스 원 사이에 공유할 수 있다. FIFA 포인트는 주로 사용할 게임기를 선택하여 단 한번 이전할 수 있다. 선수와 팀의 개성을 두드러지게 하는 디퍼 케미스트리 시스템(Deeper chemistry system)을 적용했으며, 이름을 통해 선수를 검색하면서 자신이 보유한 선수와 비교하는 것이 가능해졌다.

#### 엑스박스 원·엑스박스 360 독점 컨텐츠
엑스박스 원·엑스박스 360판에서는 축구계의 전설로 남은 은퇴선수 39명이 등장한다.
| 국가       | 선수 이름 |
| ---------- | --- |
| 네덜란드   | 데니스 베르흐캄프, 마르코 판 바스턴, 뤼트 판 니스텔로이, 뤼트 휠릿, 에드빈 판 데르 사르 , 프랑크 더 부르, 프랑크 레이카르트, 파트릭 클라위버르트 |
| 독일       | 로타어 마테우스, 슈테판 에펜베르크, 옌스 레만, 올리버 비어호프                                                                                   |
| 라이베리아 | 조지 웨아 |
| 루마니아   | 게오르게 하지 |
| 브라질     | 펠레 |
| 스웨덴     | 프레드리크 융베리, 헨리크 라르손 |
| 스페인     | 페르난도 이에로 |
| 아르헨티나 | 에르난 크레스포 |
| 우크라이나 | 안드리 셰브첸코 |
| 이탈리아   | 잔프랑코 촐라, 크리스티안 비에리, 파비오 칸나바로, 파올로 말디니, 필리포 인자기                                                                  |
| 잉글랜드   | 게리 네빌, 게리 리네커, 데이비드 시먼, 로비 파울러, 마이클 오언, 솔 캠벨, 테디 셰링엄                                                            |
| 크로아티아 | 다보르 슈케르 |
| 포르투갈   | 파울레타, 파울루 푸트르, 후이 코스타 |
| 프랑스     | 로베르 피레, 마르셀 드사이, 파트리크 비에이라 |

## 표지모델
리오넬 메시를 글로벌 표지모델로 삼고 있으며, 국가나 지역에 따라서 14명의 선수들이 보조 표지모델로 메시와 함께 등장하였기에 모두 13종류의 표지가 생겨났다. 보조 표지모델 없이 발매되는 지역에서는 리오넬 메시만 표지모델로 나온다. 영국판 표지모델로 선정된 가레스 베일은 게임이 개발될 때에는 전 소속팀인 토트넘 홋스퍼 유니폼을 입은 모습으로 공개되었으나, 이적기간 막바지에 레알 마드리드로 이적했기 때문에 게임 출시 전에 새로운 표지로 바뀌었다.
| 국가 또는 지역           | 보조 표지모델                            |
| ------------------------ | ---------------------------------------- |
| 남아메리카1·중앙아메리카 | 라다멜 팔카오, 아르투로 비달             |
| 북아메리카               | 하비에르 에르난데스                      |
| 중동                     | 무스타파 알바사스                        |
| 스위스                   | 제르단 샤키리                            |
| 영국                     | 가레스 베일                              |
| 오스트레일리아· 뉴질랜드 | 팀 케이힐                                |
| 오스트리아               | 데이비드 알라바                          |
| 이탈리아                 | 스테판 엘 샤라위                         |
| 일본                     | 하세베 마코토, 요시다 마야               |
| 체코                     | 미할 카들레츠                            |
| 폴란드                   | 로베르트 레반도프스키                    |
| 헝가리                   | 주자크 벌라주                            |
| 기타 지역                | 보조 표지모델 없이 리오넬 메시만 나온다. |

- 1: 브라질은 포함되지 않는다.[56]

## 라이선스
남아메리카 국가의 1부 리그가 3개 추가되어 33개 리그에 속한 팀을 고를 수 있다. 라이선스를 획득하지 못한 일부 팀은 선수 이름만 실명으로 나온다.

### 리그
아르헨티나, 콜롬비아, 칠레 1부 리그가 추가되었으며, 전작까지 라이선스를 따지 못한 팀이 적지 않았던 브라질 세리 A도 EC 바이아를 제외한 모든 팀의 라이선스를 획득하여 남아메리카 지역 리그 구현에 중점을 두었다. FIFA 12와 FIFA 13에서 리그 전체 팀이 비실명으로 나왔던 폴란드 엑스트라클라사 역시 이번에는 전 구단이 사실대로 구현되었다.
| 국가                      | 리그 이름                    |
| ------------------------- | ---------------------------- |
| 네덜란드                  | 에레디비지에                 |
| 노르웨이                  | 티펠리겐                     |
| 대한민국                  | K리그 클래식                 |
| 덴마크                    | 수페르리가                   |
| 독일                      | 분데스리가                   |
| 독일                      | 2. 분데스리가                |
| 러시아                    | 러시아 프리미어리그          |
| 멕시코                    | 리가 MX                      |
| 미국 · 캐나다             | 메이저 리그 사커             |
| 벨기에                    | 벨기에 프로 리그             |
| 브라질                    | 세리 A1                      |
| 사우디아라비아            | 사우디아라비아 프리미어리그  |
| 스웨덴                    | 알스벤스칸                   |
| 스위스                    | 스위스 슈퍼리그              |
| 스코틀랜드                | 스코틀랜드 프리미어리그      |
| 스페인                    | 프리메라리가                 |
| 스페인                    | 세군다 디비시온              |
| 아르헨티나                | 아르헨티나 프리메라 디비시온 |
| 아일랜드 · 북아일랜드     | FAI 프리미어디비전           |
| 오스트리아                | 오스트리아 분데스리가        |
| 오스트레일리아 · 뉴질랜드 | A리그                        |
| 잉글랜드 · 웨일스         | 프리미어리그                 |
| 잉글랜드 · 웨일스         | 풋볼 리그 챔피언십           |
| 잉글랜드 · 웨일스         | 풋볼 리그 1                  |
| 잉글랜드 · 웨일스         | 풋볼 리그 2                  |
| 이탈리아                  | 세리에 A                     |
| 이탈리아                  | 세리에 B2                    |
| 칠레                      | 칠레 프리메라 디비시온       |
| 콜롬비아                  | 카테고리아 프리메라 A        |
| 포르투갈                  | 프리메이라 리가3             |
| 폴란드                    | 엑스트라클라사               |
| 프랑스 · 모나코           | 리그 1                       |
| 프랑스 · 모나코           | 리그 2                       |

- 굵은 글씨: 신규 추가 리그
- 1: 비라이선스 팀: EC 바이아
- 2: 비라이선스 팀: 팔레르모와 페스카라를 제외한 18팀
- 3: 비라이선스 팀: 마리티무, 벨레넨스스, 아로카, 이스토릴, 질 비센트

### 기타 리그
팀 수는 15개로 FIFA 13과 같지만, 정식 리그로 추가된 아르헨티나 프리메라 디비시온 소속팀 대신 우크라이나 프리미어리그의 명문팀 샤흐타르 도네츠크와 자국 리그에서 2부리그로 강등된 인데펜디엔테, 파우메이라스가 등장한다. 샤흐타르 도네츠크는 FIFA 06 이후 7년 만에 다시 추가되었다. 메이저 리그 사커 올스타는 풋볼 클럽 카탈로그(Football Club Catalogue)에서 구입한 후 사용할 수 있다.
| 국가              | 구단 이름               |
| ----------------- | ----------------------- |
| 그리스            | 올림피아코스            |
| 그리스            | 파나티나이코스          |
| 그리스            | AEK 아테네              |
| 그리스            | PAOK                    |
| 남아프리카 공화국 | 올랜도 파이어리츠       |
| 남아프리카 공화국 | 카이저 치프스           |
| 브라질            | 파우메이라스            |
| 미국              | 메이저 리그 사커 올스타 |
| 스코틀랜드        | 레인저스                |
| 아르헨티나        | 인데펜디엔테            |
| 우크라이나        | 샤흐타르 도네츠크       |
| 튀르키예          | 갈라타사라이            |
| 그 외             | 아디다스 올스타         |
| 그 외             | 월드 XI                 |
| 그 외             | 클래식 XI               |

- 굵은 글씨: 신규 추가팀

### 국가대표
웨일스 국가대표팀이 추가되어 FIFA 13보다 1팀 늘어난 총 47개 대표팀이 등장한다. 대부분 유럽(27팀)·남미(10팀) 축구연맹 소속 대표팀이며, 나머지 대륙 축구연맹의 10개 국가대표팀(아시아 3팀, 아프리카 4팀, 북중미 2팀, 오세아니아 1팀)이 소수 포함되어 있다. 22개 대표팀은 라이선스를 취득하지 못하여 대표팀 로고와 유니폼이 실제와 다르며, 선수 이름만 실명으로 나온다.
| - 그리스 - 남아프리카 공화국 1 - 네덜란드 - 노르웨이 - 뉴질랜드 1 - 대한민국 - 덴마크 - 독일 - 러시아 1 - 루마니아 1 - 멕시코 - 미국 | - 베네수엘라 1 - 벨기에 - 볼리비아 1 - 북아일랜드 - 불가리아 1 - 브라질 - 스웨덴 - 스위스 1 - 스코틀랜드 - 스페인 - 슬로베니아 1 - 아르헨티나 | - 아일랜드 - 에콰도르 1 - 오스트레일리아 - 오스트리아 - 우루과이 1 - 웨일스 - 이집트 1 - 이탈리아 - 인도 1 - 잉글랜드 - 체코 - 칠레 1 | - 카메룬 1 - 코트디부아르 1 - 콜롬비아 1 - 튀르키예 - 파라과이 1 - 페루 1 - 포르투갈 1 - 폴란드 - 프랑스 - 핀란드 1 - 헝가리 1 |  |

- 굵은 글씨: 신규 국가대표
- 1: 라이선스 미취득 국가대표

## 경기장
FIFA 14에는 총 62개의 실제 경기장과 가상 경기장이 등장한다.

### 실제 경기장
FIFA 14에서는 FIFA 13에서 빠졌던 캄프 누 경기장이 다시 등장했으며 그 외에도 보카 주니어스의 라 봄보네라, 에버턴의 구디슨 파크, 샤흐타르 도네츠크의 돈바스 아레나가 추가되어 실제 경기장 수가 30개로 늘어났다. 또한 기존 경기장 중 산티아고 베르나베우, 안필드, 메스타야의 경기장 모습이 실제 구조에 가깝게 수정되었다.
| 국가            | 경기장 이름            | 홈팀                     |
| --------------- | ---------------------- | ------------------------ |
| 네덜란드        | 암스테르담 아레나      | 아약스, 네덜란드         |
| 독일            | 알리안츠 아레나        | 바이에른 뮌헨, 1860 뮌헨 |
| 독일            | 올림피아슈타디온       | 헤르타 베를린, 독일      |
| 독일            | 임테흐 아레나          | 함부르크                 |
| 독일            | 지그날 이두나 파크     | 도르트문트               |
| 독일            | 펠틴스 아레나          | 샬케 04                  |
| 멕시코          | 에스타디오 아스테카    | 클럽 아메리카, 멕시코    |
| 사우디 아라비아 | 킹 파흐드 국제경기장   | 알힐랄, 알샤바브         |
| 스페인          | 비센테 칼데론          | 아틀레티코 마드리드      |
| 스페인          | 메스타야               | 발렌시아                 |
| 스페인          | 산티아고 베르나베우    | 레알 마드리드, 스페인    |
| 스페인          | 캄프 누                | 바르셀로나               |
| 이탈리아        | 스타디오 올림피코      | 로마, 라치오, 이탈리아   |
| 이탈리아        | 유벤투스 스타디움      | 유벤투스                 |
| 이탈리아        | 스타디오 주세페 메아차 | 밀란, 인테르나치오날레   |
| 아르헨티나      | 라 봄보네라            | 보카 주니어스            |
| 잉글랜드        | 구디슨 파크            | 에버턴                   |
| 잉글랜드        | 세인트 제임스 파크     | 뉴캐슬 유나이티드        |
| 잉글랜드        | 스탬퍼드 브리지        | 첼시                     |
| 잉글랜드        | 안필드                 | 리버풀                   |
| 잉글랜드        | 에미레이트 스타디움    | 아스널                   |
| 잉글랜드        | 에티하드 스타디움      | 맨체스터 시티            |
| 잉글랜드        | 올드 트래퍼드          | 맨체스터 유나이티드      |
| 잉글랜드        | 웸블리 스타디움        | 잉글랜드                 |
| 잉글랜드        | 화이트 하트 레인       | 토트넘 홋스퍼            |
| 우크라이나      | 돈바스 아레나          | 샤흐타르 도네츠크        |
| 캐나다          | BC 플레이스 스타디움   | 밴쿠버 화이트캡스        |
| 프랑스          | 파르크 데 프랭스       | 파리 생제르맹, 프랑스    |
| 프랑스          | 스타드 드 제를랑       | 리옹                     |
| 프랑스          | 스타드 벨로드롬        | 마르세유                 |

- 굵은 글씨: 신규 추가 경기장
- 국가대표 경기장은 게임 내 설정에 따랐다.

### 가상 경기장
가상 경기장은 모두 32개이며, 고유 경기장이 나오지 않는 팀의 경기장으로 설정되어 있다. 아레나 델 센테나리오와 이스타디우 나시오날은 실제 경기장과 이름만 같을 뿐 게임 내에서는 여러 팀의 가상 경기장으로 쓰인다. FIWC 스타디움은 플레이스테이션 3판 FIFA 14에만 등장한다.
| - 라 칸치타(La Canchita) - 몰턴 로드(Molton Road) - 발트슈타디온(Waldstadion) - 샌더슨 파크(Sanderson Park) - 스타드 뮈니시팔(Stade Municipal) - 스타드 코코토(Stade Kokoto) - 스타디오 코무날레(Stadio Comunale) - 스타디오 클라시코(Stadio Classico) | - 스타디온 23. 마이(Stadion 23. Maj) - 스타디온 네더르(Stadion Neder) - 스타디온 유로파(Stadion Europa) - 스타디온 올림픽(Stadion Olympik) - 스타디온 한국(Stadion Hanguk) - 아레나 델 센테나리오(Arena del Centenario) - 아레나 도로(Arena D'Oro) - 아이비 레인(Ivy Lane) | - 아카로아 스타디움(Akaaroa Stadium) - 알로하 파크(Aloha Park) - 에스타디오 데 라스 아르테스(Estadio de las Artes) - 에스타디오 프레시덴테 G.로페스(Estadio Presidente G.Lopes) - 엘 리베르타도르(El Libertador) - 엘 모누멘토(El Monumento) - 오 도로모(O Dromo) - 유니언 파크 스타디움(Union Park Stadium) | - 유로 파크(Euro Park) - 이스타디우 나시오날(Estadio Nacional) - 이스트포인트 아레나(Eastpoint Arena) - 코트 레인(Court Lane) - 크라운 레인(Court Lane) - 타운 파크(Town Park) - 포레스트 파크 스타디움(Forest Park Stadium) - FIWC 스타디움(FIWC Stadium) |  |

## 배경음악
FIFA 14의 배경음악은 모두 37곡이며 2013년 9월 16일에 공개되었다.

## 평가
| 평론 점수 평론사 점수 iOS PC PS3 PS4 엑스박스 360 엑스박스 원 CVG 9/10 [ 62 ] 유로게이머 8/10 [ 63 ] 8/10 [ 64 ] 게임 인포머 8.75/10 [ 65 ] 7.75/10 [ 66 ] 게임스팟 8/10 [ 67 ] 8/10 [ 68 ] 8/10 [ 68 ] 게임스레이더+ [ 69 ] IGN 9/10 [ 70 ] 9/10 [ 70 ] 9.1/10 [ 71 ] 9/10 [ 70 ] 9.1/10 [ 71 ] OPM (UK) 9/10 [ 72 ] 9/10 [ 73 ] OXM (UK) 9/10 [ 74 ] MacLife [ 75 ] Pocket Gamer 7/10 [ 76 ] 통합 점수 게임랭킹스 78.80% [ 77 ] 82.67% [ 78 ] 86.16% [ 79 ] 87.92% [ 80 ] 82.74% [ 81 ] 89.92% [ 82 ] 메타크리틱 81/100 [ 83 ] 87/100 [ 84 ] 86/100 [ 85 ] 87/100 [ 86 ] 84/100 [ 87 ] 88/100 [ 88 ] |        |        |         |         |              |             |
| 평론 점수 |        |        |         |         |              |             |
| 평론사 | 점수   | 점수   | 점수    | 점수    | 점수         | 점수        |
| 평론사 | iOS    | PC     | PS3     | PS4     | 엑스박스 360 | 엑스박스 원 |
| CVG |        |        |         |         | 9/10         |             |
| 유로게이머 |        |        | 8/10    | 8/10    |              |             |
| 게임 인포머 |        |        | 8.75/10 | 7.75/10 |              |             |
| 게임스팟 |        |        | 8/10    | 8/10    |              | 8/10        |
| 게임스레이더+ |        |        |         |         | [ 69 ]       |             |
| IGN |        | 9/10   | 9/10    | 9.1/10  | 9/10         | 9.1/10      |
| OPM (UK) |        |        | 9/10    | 9/10    |              |             |
| OXM (UK) |        |        |         |         | 9/10         |             |
| MacLife | [ 75 ] |        |         |         |              |             |
| Pocket Gamer | 7/10   |        |         |         |              |             |
| 통합 점수 |        |        |         |         |              |             |
| 게임랭킹스 | 78.80% | 82.67% | 86.16%  | 87.92%  | 82.74%       | 89.92%      |
| 메타크리틱 | 81/100 | 87/100 | 86/100  | 87/100  | 84/100       | 88/100      |